# Cultura medieval
A cultura medieval ou cultura da Idade Média foi uma síntese de elementos greco-romanos, cristãos e germânicos, que foram reformulados em termos de novas experiências. Começou a distinguir-se no século XI e atingiu o apogeu no século XIII. Apesar de predominar o sentimento cristão-católico-romano, nela há influência de cultura secular e naturalista, representada pela literatura fantasiosa, por mitos, lendas e canções populares.
A partir do século X, a Europa Ocidental passou por profundas transformações econômicas, sociais e culturais, houve um renascimento cultural e urbano com o surgimento de novas preocupações abrangentes, com esses novos pensamentos surgiram novas reflexões, como Santo Anselmo que refletiu essa nova época em seus escritos, que manifestavam a confiança na lógica, ou Abelardo que primeiramente vulgarizou o emprego da palavra "teologia". Também ficam em destaque o Santo Tomás de Aquino, que em sua maior obra, a Suma Teológica, que ficou inacabada, procurava reconciliar os escritos de Aristóteles com os princípios da teologia.